# Fimbristylis striolata
Fimbristylis striolata là loài thực vật có hoa trong họ Cói. Loài này được Napper mô tả khoa học đầu tiên năm 1971.